# Pedro, o Venerável
Pedro de Montboissier (1092-1156) (* Montboissier, Auvérnia, 1092 † Cluny, 25 de Dezembro de 1156) foi teólogo e reformador francês, diretor da Abadia beneditina de Cluny. Embora tenha sido honrado como santo, jamais foi canonizado formalmente. Personagem controversa, condenou a heresia muçulmana, bem como o líder religioso, Pedro de Bruys, que não concordava com o batismo infantil, a fundação de igrejas e a veneração de cruzes.

## Vida
A figura de Pedro o Venerável, reconduz-nos à célebre Abadia de Cluny, ao seu "decoro" (decor) e ao seu "esplendor" (nitor) – para usar palavras recorrentes nos textos cluniacenses – decoro e esplendor, que se admiram sobretudo na beleza da liturgia, caminho privilegiado para alcançar Deus. Mas, ainda mais do que estes aspectos a personalidade de Pedro recorda a santidade dos grandes abades cluniacenses: em Cluny "todos os abades foram santos", afirmava em 1080 o Papa Gregório VII. 
Entre eles encontra-se Pedro o Venerável, o qual reúne em si um pouco de todas as virtudes dos seus predecessores, mesmo se já com ele Cluny, em relação às novas ordens como a de Cîteaux, começasse a sentir alguns sintomas de crise. Pedro é um exemplo admirável de asceta rigoroso consigo mesmo e compreensivo com os outros. Nascido por volta de 1094 na região francesa de Alvernia, entrou ainda criança no mosteiro de Sauxillanges, onde se tornou monge professo e depois prior. 
Em 1122 foi eleito Abade de Cluny, e permaneceu nesse cargo até à morte, que se verificou no dia de Natal de 1156, como ele tinha desejado. "Amante da paz – escreve o seu biógrafo Rodolfo – obteve a paz na glória de Deus no dia da paz" (Vida i, 17; pl 189, 28).
Todos os que o conheceram exaltaram a sua mansidão distinta, o equilíbrio sereno, o domínio de si, a retidão, a lealdade, a lucidez e a sua especial tendência a servir de medianeiro. "Faz parte da minha natureza – escrevia – ser bastante propenso para a indulgência; para isto me estimula o meu hábito de perdoar. Estou acostumado a suportar e a perdoar" (Ep. 192, em The Letters of Peter the Venerable, Harvard University Press, 1967, p. 446). Dizia ainda: "Com quantos odeiam a paz gostaríamos, possivelmente, de ser sempre pacíficos" (Ep. 100, lc., p. 261). 
E escrevia de si: "Não faço parte de quantos não estão satisfeitos com o seu destino... cujo espírito está sempre ansioso ou duvidoso, e que se lamentam porque todos os outros repousam e eles são os únicos que trabalham" (Ep. 182, p. 425). De índole sensível e afetuosa, sabia conjugar o amor ao Senhor com a ternura para com os familiares, particularmente para com a mãe e os amigos. 
Foi um cultor da amizade, de modo especial em relação aos seus monges, que habitualmente se confidenciavam com ele, certos de serem acolhidos e compreendidos. Segundo o testemunho do biógrafo, "não desprezava nem rejeitava ninguém" (Vida, i, 3 PL, 189, 19); era amável para com todos; na sua bondade inata era aberto a todos" (Ibid., 1, 1: PL, 189, 17).
Este santo Abade constituiu um exemplo para os monges e os cristãos de todos os tempos, marcados por um ritmo de vida frenético, onde não são raros os episódios de intolerância e de incomunicabilidade, as divisões e os conflitos. O seu testemunho convida a saber unir o amor a Deus com o amor ao próximo, e a não se cansar de estabelecer relacionamentos de fraternidade e de reconciliação. 
De facto, assim agia Pedro o Venerável, que guiou o mosteiro de Cluny em anos não muito tranquilos por vários motivos externos e internos na Abadia, conseguindo ser ao mesmo tempo severo e dotado de profunda humanidade. 
Costumava dizer: "Pode-se obter mais de um homem tolerando-o, do que irritando-o com queixas" (Ep. 172, l.c., p. 409). Devido ao seu cargo, teve que enfrentar frequentes viagens à Itália, à Inglaterra, à Alemanha, à Espanha. O abandono forçado da tranquilidade contemplativa pesava-lhe. Confessava: "Vou de um lugar para outro, angustio-me, preocupo-me, atormento-me, arrastado para aqui e para além; a minha mente está absorvida ora com os meus afazeres, ora com os dos outros, não sem grande agitação do meu ânimo" (Ep. 91, l.c., p. 233). 
Mesmo tendo que se industriar entre poderes e senhorios que circundavam Cluny, conseguiu contudo, graças ao seu sentido da medida, à sua magnanimidade e ao seu realismo, conservar uma tranquilidade habitual. Uma das personalidades com as quais entrou em contacto foi Bernardo de Claraval com o qual manteve uma relação de crescente amizade, mesmo na diversidade do temperamento e das perspectivas. 
Bernardo definia-o: "Homem importante, ocupado com afazeres importantes" e tinha dele grande consideração (Ep. 147, ed. Scriptorium Claravallense, Milão 1986, vi/1, pp. 658-660), enquanto que Pedro o Venerável definia Bernardo "lanterna da Igreja" (Ep. 164, p. 396), "coluna forte e maravilhosa da ordem monástica e de toda a Igreja" (Ep. 175, p.418).
Com profundo sentido eclesial, Pedro o Venerável afirmava que as vicissitudes do povo cristão devem ser sentidas no "íntimo do coração" por quantos se incluem "entre os membros do corpo de Cristo" (Ep. 164, l.c., p. 397). E acrescentava: "Não se alimenta do espírito de Cristo quem não sente as feridas do corpo de Cristo", onde quer que elas se produzam (ibid.). 
Além disso, mostrava cuidado e solicitude também por quem estava fora da Igreja, sobretudo pelos judeus e pelos muçulmanos: para favorecer o conhecimento destes últimos providenciou a conhecidíssima tradução do Alcorão Lex Mahumet pseudoprophete (Lei do Falso Profeta Maomé).
A este propósito observa um historiador recente: "No meio da intransigência dos homens da Idade Média – também dos maiores deles nós admiramos – aqui um exemplo sublime da delicadeza à qual leva a caridade cristã" (J. Leclercq, Pietro il Venerabile, Jaca Book, 1991, p. 189). Outros aspectos da vida cristã pelos quais se preocupava eram o amor à Eucaristia e a devoção à Virgem Maria. 
Sobre o Santíssimo Sacramento deixou-nos páginas que constituem "uma das obras-primas da literatura eucarística de todos os tempos" (ibid., p. 267), e sobre a Mãe de Deus escreveu reflexões iluminadoras, contemplando-a sempre em estreita relação com Jesus Redentor e com a sua obra de salvação. 
É suficiente citar esta sua inspirada elevação: "Salve, Virgem bendita, que afastaste a maldição. Salve, mãe do Altíssimo, esposa do Cordeiro terníssimo. Tu venceste a serpente, esmagaste-lhe a cabeça, quando Deus por ti gerado a aniquilou... Estrela resplandecente do Oriente, que pões em fuga as sombras do Ocidente. Aurora que precede o Sol, dia que ignora a noite... Reza ao Deus que nasceu de ti, para que nos liberte dos nossos pecados e, depois do perdão, nos conceda a graça e a glória" (Carmina, pl 189, 1018-1019).
Pedro o Venerável sentia predileção pela atividade literária para a qual tinha talento. Anotava as suas reflexões, persuadido da importância de usar a caneta quase como um arado para "espalhar no papel a semente do Verbo" (Ep. 20, p. 38). Mesmo se não foi um teólogo sistemático, foi um grande investigador do mistério de Deus. 
A sua teologia afunda as raízes na oração, sobretudo na litúrgica e entre os mistérios de Cristo, preferia o da Transfiguração, no qual já se prefigura a Ressurreição. Foi precisamente ele quem introduziu em Cluny esta festa, compondo para ela um ofício especial, no qual se reflete a característica piedade de Pedro e da Ordem cluniacense, toda propensa para a contemplação do rosto glorioso (gloriosa facies) de Cristo, encontrando nele as razões daquela alegria fervorosa que distinguia o seu espírito e se irradiava na liturgia do mosteiro. 
Sua vida é certamente um grande exemplo de santidade monástica, alimentada nas nascentes da tradição beneditina. Para ele o ideal do monge consiste em "aderir tenazmente a Cristo" (Ep. 53, l.c., p. 161), numa vida claustral que si distinguiu pela "humildade monástica" (ibid.) e pela laboriosidade (Ep. 77, l.c., p. 211), assim como por um clima de silenciosa contemplação e de constante louvor a Deus. 
A primeira e mais importante ocupação do monge, segundo Pedro de Cluny, é a celebração solene do ofício divino – "obra celeste e a mais útil de todas" (Statuta, I, 1026) – que deve ser acompanhada com a leitura, a meditação, a oração pessoal e a penitência observada com discrição (cf. Ep. 20, l.c., p. 40). Deste modo toda a vida está imbuída de amor profundo a Deus e de amor ao próximo, um amor que se expressa na abertura sincera aos outros, no perdão e na busca da paz. 
Se este estilo de vida unido ao trabalho quotidiano, constitui, para São Bento, o ideal do monge, ele diz respeito também a todos e, em grande medida, ao estilo de vida do cristão que deseja tornar-se autêntico discípulo de Cristo, caracterizado precisamente pela adesão tenaz a Ele, pela humildade, pela laboriosidade e pela capacidade de perdão e de paz.

## Obras
- De miraculis libri duo O livro das maravilhas, publicado em francês por J.-P. Torrell e Denise Bouthillier, Cerf, 1992, 302 p. : As maravilhas de Deus
- Lettre au reclus Gilbert, in L.-A. Lassus, Livre de vie des recluses, Beauchesne, 2003, p. 85-101.
- Adversus judaeorum inveteratam duritiem, editor Y. Friedman, Turnhout, Brepols, 1985
- Contra Petrobrusianos hereticos (vers 1141), editor James Fearns, Turnhout (Bélgica), Brepols, coll. "Corpus Christianorum Continuatio Mediaevalis", 1968, XVIII-179 p. Contra os seguidores de Pierre de Bruys, precursores da igreja valdense.
- Liber contra sectam sive haeresim Sarracenorum , Contra os Sarracenos, editor J. Kritzek, Pedro Venerável e o Islã, Princeton University Press, 1964.
- Summa totius haeresis Saracenorum
- Rithmus in laude salvatoris